# Кармыш-Келечи
Кармы́ш-Келечи́ (укр. Кармиш-Келечі, крымскотат. Qarmış Keleçi, Къармыш Келечи) — исчезнувшее село в Ленинском районе Республики Крым, располагавшееся в центре района и Керченского полуострова, на керченской дороге (современная автотрасса 35А-001 Армянск — Керчь), примерно в 3 км западнее современного села Фонтан.

## История
Первое документальное упоминание села встречается в Камеральном Описании Крыма… 1784 года, судя по которому, в последний период Крымского ханства Кармыш Келеджи входил в Орта Керченский кадылык Кефинского каймаканства. После присоединения Крыма к России (8) 19 апреля 1783 года, (8) 19 февраля 1784 года, именным указом Екатерины II сенату, на территории бывшего Крымского Ханства была образована Таврическая область и деревня была приписана к Левкопольскому, а после ликвидации в 1787 году Левкопольского — к Феодосийскому уезду Таврической области. Перед Русско-турецкой войной 1787—1791 годов производилось выселение крымских татар из прибрежных селений во внутренние районы полуострова, в ходе которого в Кармыш-Келечи было переселено 10 человек. В конце войны, 14 августа 1791 года всем было разрешено вернуться на место прежнего жительства. После Павловских реформ, с 1796 по 1802 год, входила в Акмечетский уезд Новороссийской губернии. По новому административному делению, после создания 8 (20) октября 1802 года Таврической губернии, Кармыш-Келечи был включён в состав Кадыкелечинской волости Феодосийского уезда.
По Ведомости о числе селений, названиях оных, в них дворов… состоящих в Феодосийском уезде от 14 октября 1805 года , в деревне Кармыш-Келечи числилось 16 дворов и 152 жителя. На военно-топографической карте генерал-майора Мухина 1817 года деревня Кармушкелечи обозначена с 21 двором. После реформы волостного деления 1829 года Кармиш Келечи, согласно «Ведомости о казённых волостях Таврической губернии 1829 года», отнесли к Чалтемирской волости (переименованной из Кадыкелечинской). На карте 1836 года в деревне 10 дворов, а на карте 1842 года Кармыш Келечи обозначен с 25 дворами.
В 1860-х годах, после земской реформы Александра II, деревню приписали к Сарайминской волости. Согласно «Памятной книжке Таврической губернии за 1867 год», деревня Кармыш Келечи была покинута жителями в 1860—1864 годах, в результате эмиграции крымских татар, особенно массовой после Крымской войны 1853—1856 годов, в Турцию и заселена русскими, а, согласно «Списку населённых мест Таврической губернии по сведениям 1864 года», составленному по результатам VIII ревизии 1864 года, Кармыш-Келечи — владельческая русская деревня с 13 дворами и 59 жителями при колодцах. На трёхверстовой карте Шуберта 1865—1876 года в деревне Кармыш-Келечи обозначено 13 дворов.
По «Памятной книге Таврической губернии 1889 года», по результатам Х ревизии 1887 года, в деревнях Кармыш-Келечи и Чибуртма-Сарт, уже Петровской волости, вместе числилось 34 двора и 187 жителей. По «…Памятной книжке Таврической губернии на 1892 год» в безземельной деревне Кармыш-Келечи, не входившей ни в одно сельское общество, числилось 36 жителей, домохозяйств не имеющих. По «…Памятной книжке Таврической губернии на 1902 год» в деревне Кармыш-Келечи, входившей в Ташлыярское сельское общество, числилось 9 жителей в 1 домохозяйстве. По Статистическому справочнику Таврической губернии. Ч.II-я. Статистический очерк, выпуск пятый Феодосийский уезд, 1915 год, в Петровской волости Феодосийского уезда числились 2 хутора Кармыш-Келечи: Бек-Мамбет-Оглу с 1 двором с татарским населением в количестве 7 человек «посторонних» жителей и Бондаренко — 1 двор без населения.
После установления в Крыму Советской власти, по постановлению Крымревкома, 25 декабря 1920 года был образован Керченский (степной) уезд, а, постановлением ревкома № 206 «Об изменении административных границ» от 8 января 1921 года была упразднена волостная система и село вошло в состав Петровского района Керченского уезда, а в 1922 году уезды получили название округов. 11 октября 1923 года, согласно постановлению ВЦИК, в административное деление Крымской АССР были внесены изменения, в результате которых округа были отменены, Петровский район упразднили, влив в Керченский район. Согласно Списку населённых пунктов Крымской АССР по Всесоюзной переписи 17 декабря 1926 года, в хуторе Кармыш-Келечи, Ленинского сельсовета Керченского района, числилось 13 дворов, все крестьянские, население составляло 63 человека, из них 50 русских и 13 украинцев. Постановлением ВЦИК «О реорганизации сети районов Крымской АССР» от 30 октября 1930 года (по другим сведениям 15 сентября 1931 года) Керченский район упразднили и село включили в состав Ленинского. На подробной карте РККА Керченского полуострова 1941 года в Кармыш-Келечи обозначено 9 дворов. Исключено из учётных данных в 1944 году.

### Динамика численности населения
| - 1805 год — 152 чел. - 1864 год — 59 чел. - 1889 год — 187 чел. - 1892 год — 36 чел. | - 1902 год — 9 чел. - 1915 год — 0/7 чел. - 1926 год — 63 чел. |